# Triodontella gerardi
Triodontella gerardi är en skalbaggsart som beskrevs av Louis Burgeon 1947. Triodontella gerardi ingår i släktet Triodontella och familjen Melolonthidae. Inga underarter finns listade i Catalogue of Life.